# Roseta (zoologia)

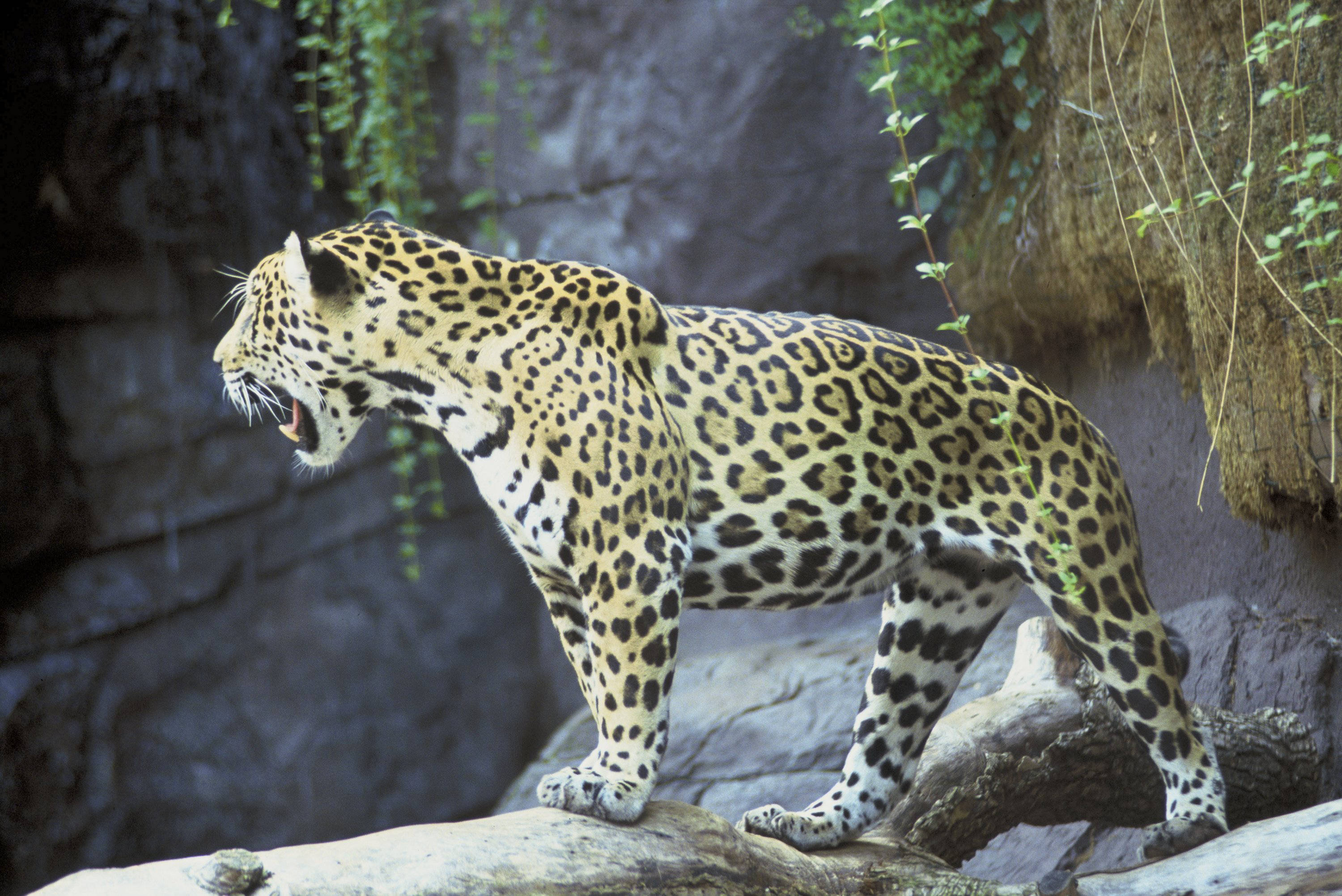
Rosetas de uma onça-pintada.

Uma roseta é uma marca ou formação semelhante a uma rosa encontrada no pelo e na pele de alguns animais, principalmente felídeos. As rosetas são usadas para camuflar o animal, seja como mecanismo de defesa ou como ferramenta de perseguição. Os predadores usam suas rosetas para simular as diferentes mudanças de sombra, ajudando os animais a permanecerem escondidos de suas presas. As rosetas podem ser agrupadas em grupos ao redor de outras manchas ou podem aparecer como manchas no pelo.

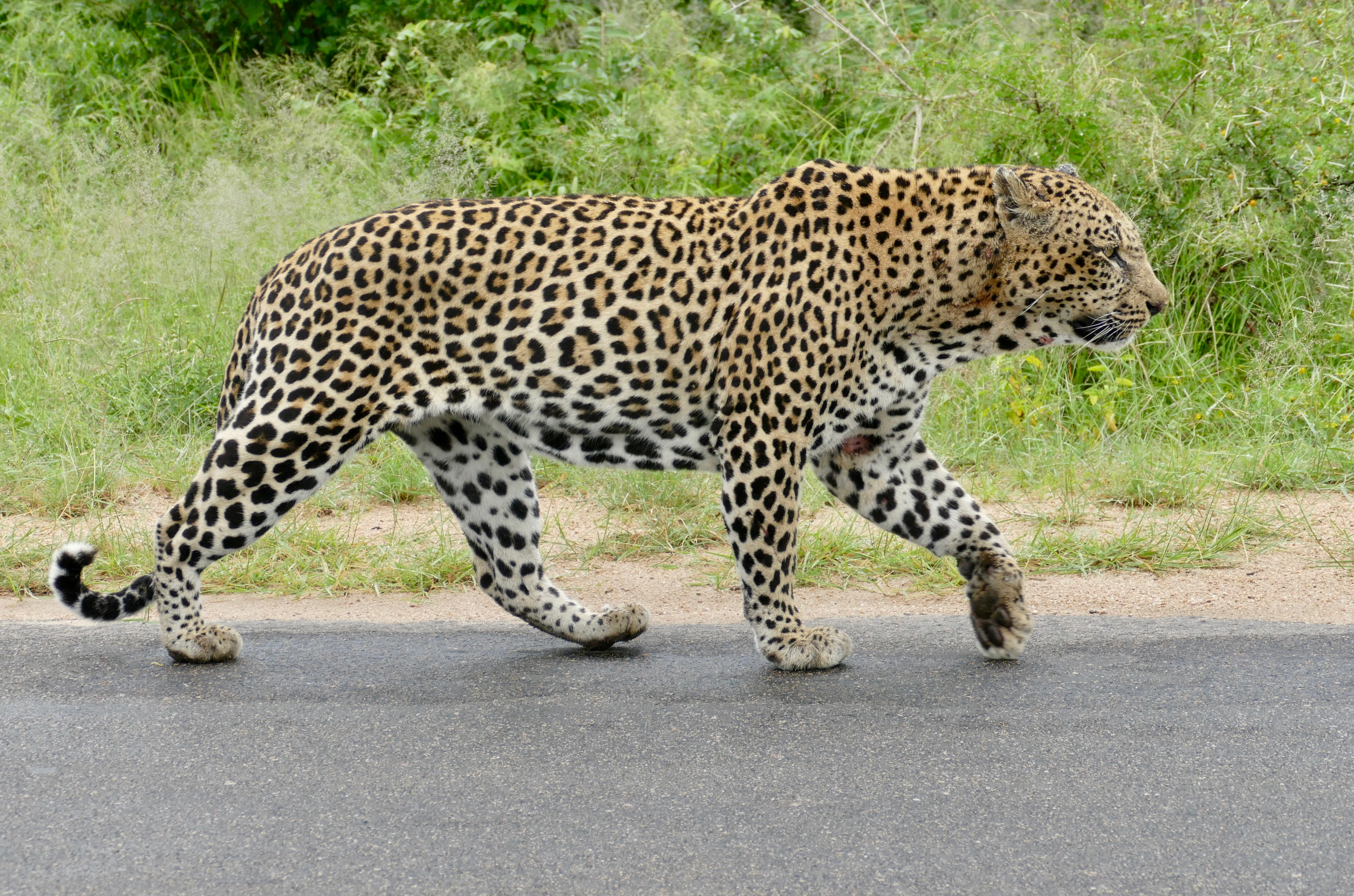
Leopardo com padrão de rosetas exibido.

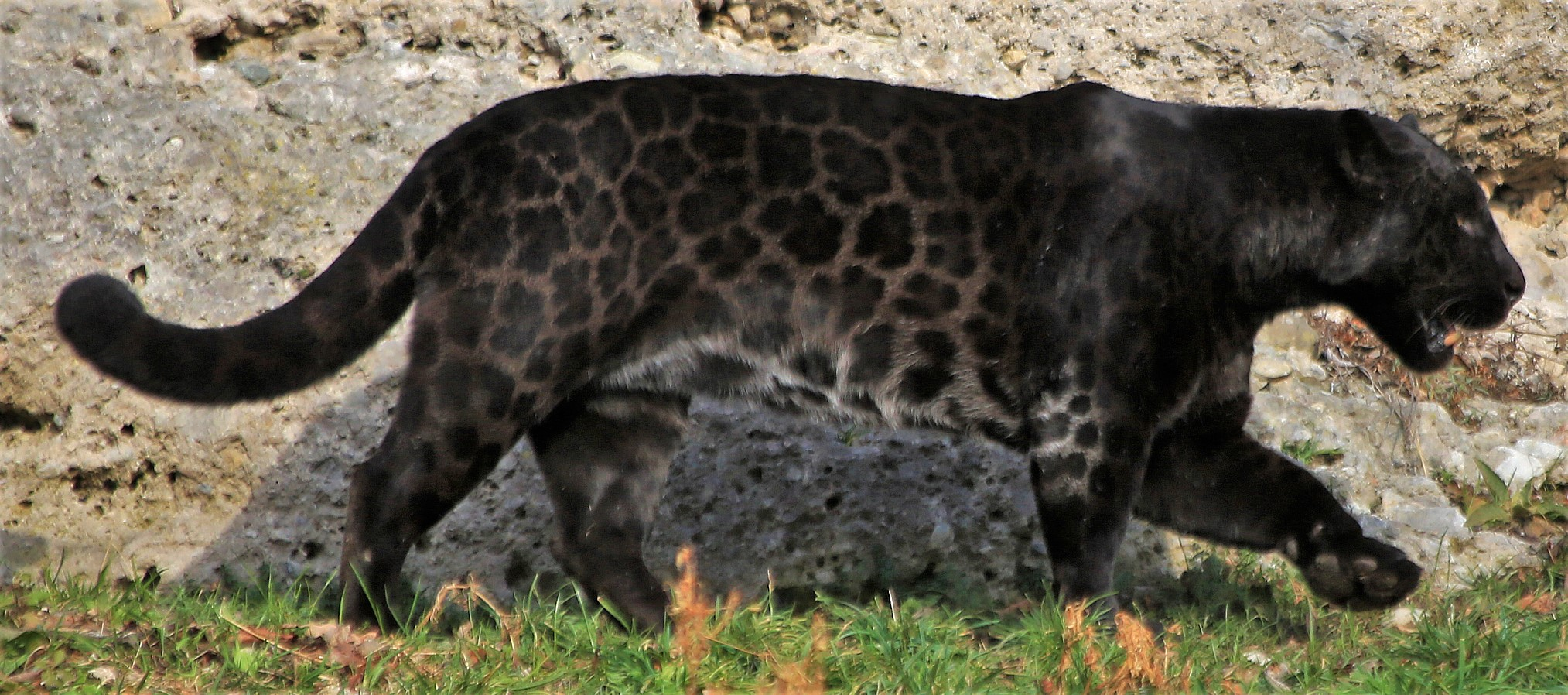
Onça-preta (onça-pintada melânica) com rosetas visíveis.

## Leopardo
O leopardo (Panthera pardus) possui uma grande variedade de coloração de pelagem. Em cada variação de cor, o leopardo apresenta padrões de rosetas nas costas, flancos e membros. Eles também têm padrões que são considerados manchas e não rosetas na cabeça, abdômen e membros.

## Onça-pintada

Onça-pintada de cor acastanhada com rosetas exibidas.

Assim como o leopardo, a onça-pintada (Panthera onca) possui uma grande variedade de coloração de pelagem. A onça-pintada pode ter pelagem em cores que variam do branco ao preto sendo que a mais comum reside na região amarelo acastanhado. Esses grandes felinos têm rosetas em seus corpos em combinações e padrões aleatórios.

## Leão (filhote)

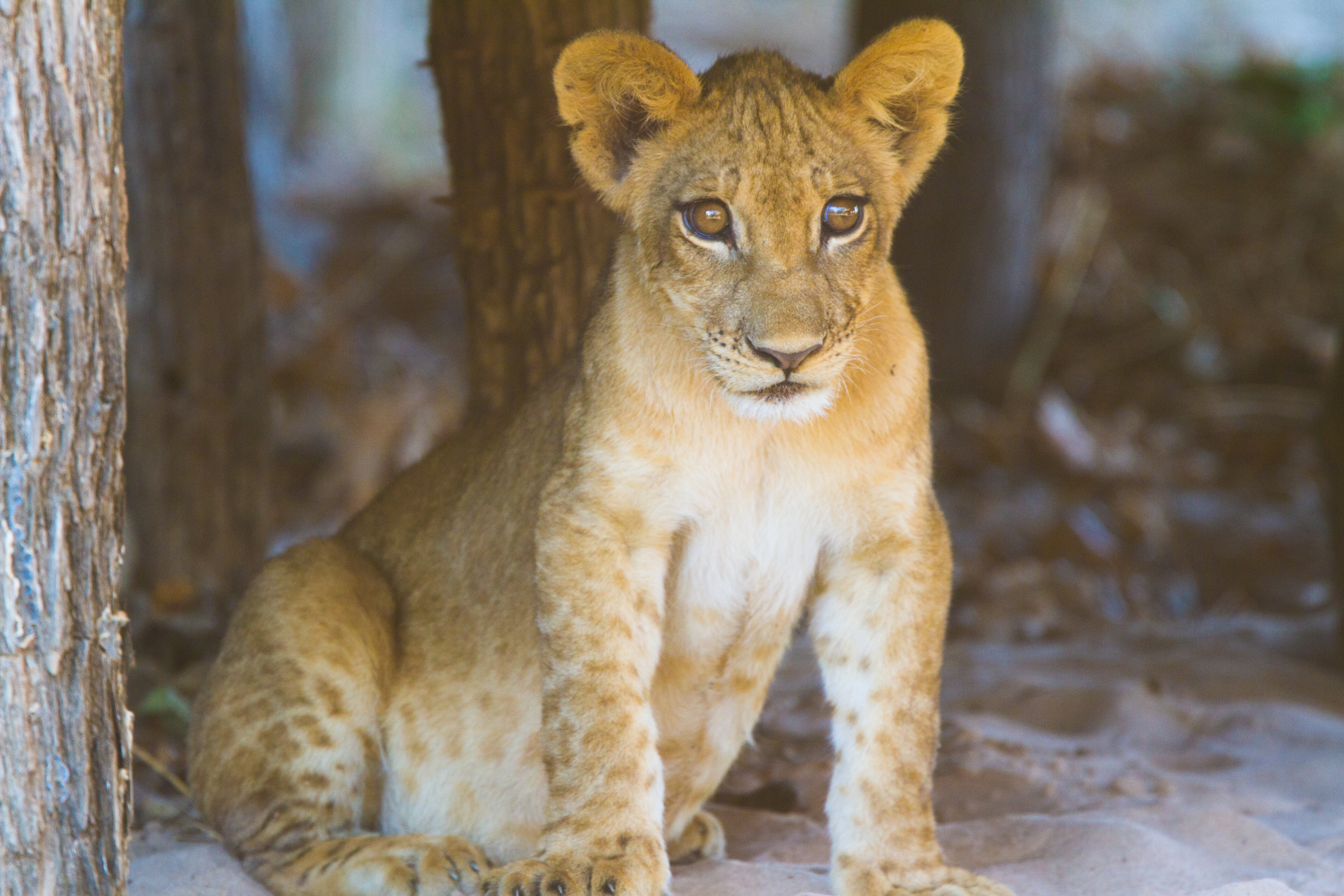
Filhote de leão com rosetas nas pernas e no abdômen.

Filhotes de leão (Panthera leo) têm padrões de rosetas nas pernas e na região do abdômen. Essas rosetas geralmente não passam para a idade adulta e desaparecem à medida que o filhote envelhece. No entanto, alguns leões adultos podem manter traços de seus padrões de roseta ao longo da vida. Para o filhote de leão, as marcas em roseta funcionam como camuflagem em gramíneas altas e arbustos.

## Gato-de-bengala

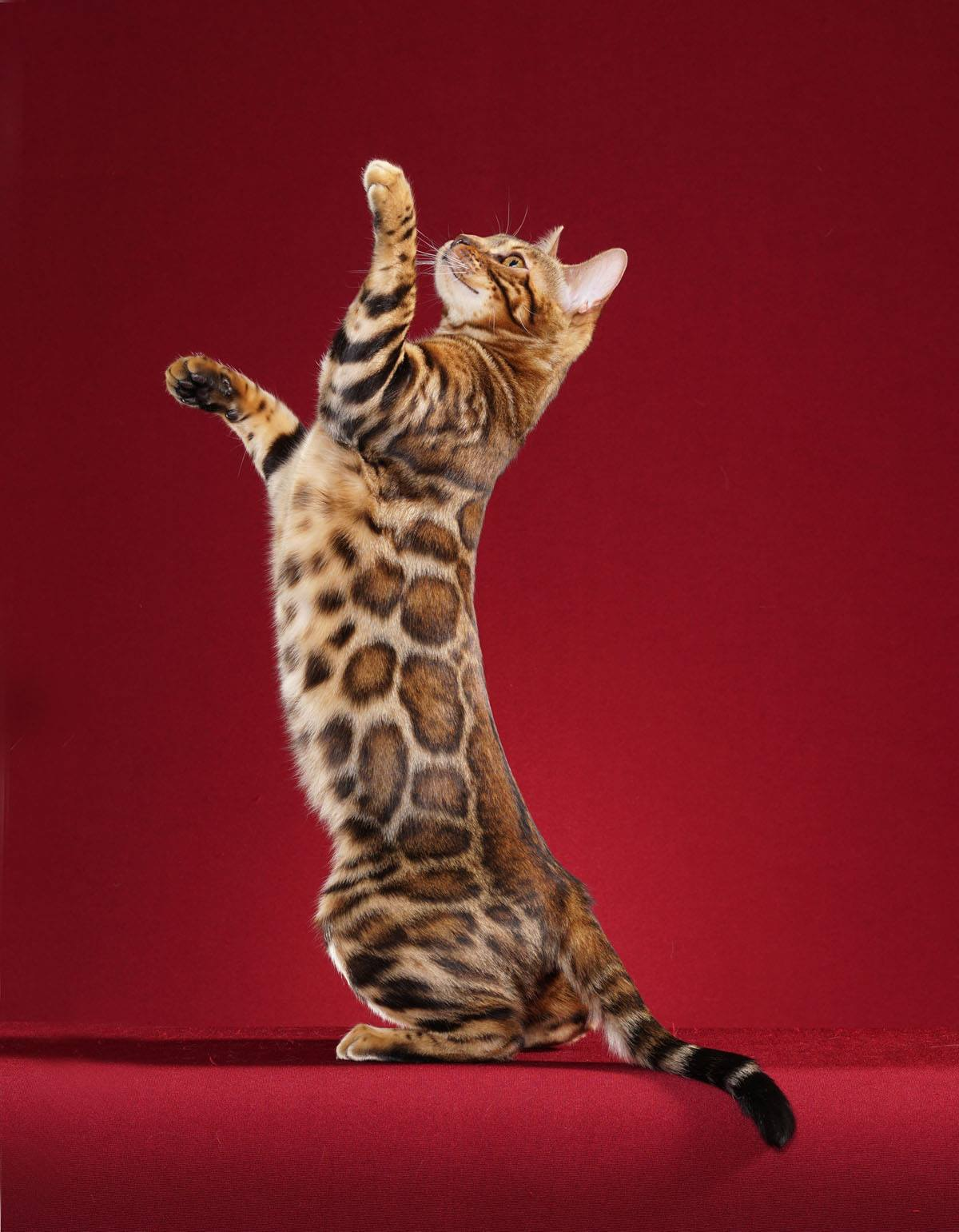
Gato-de-bengala, rosetas vistas no meio.

O gato-de-bengala (Felis catus x Prionailurus bengalensis) é descendente de uma combinação de gatos domésticos e da linhagem do gato-leopardo. Este gato domesticado tem um padrão de pelagem distinto com uma combinação de rosetas, manchas e listras.

## Guepardo

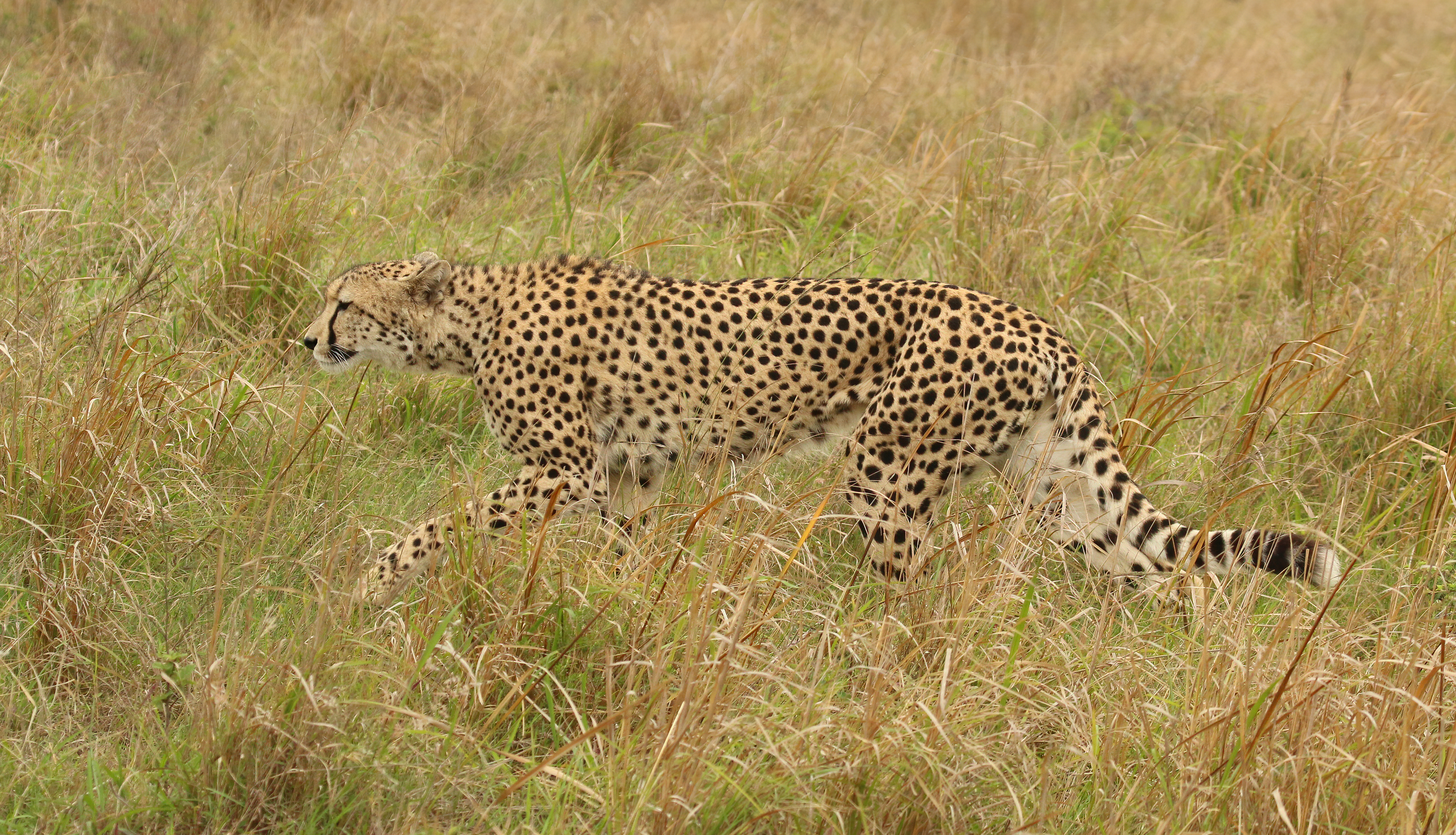
Guepardo com manchas identificáveis e sem rosetas.

Embora os guepardos (Acinonyx jubatus) individuais tenham padrões de pelagem distintos e identificáveis, como leopardos ou onças-pintadas, os padrões do guepardo são considerados manchas, não rosetas.

## Jaguatirica

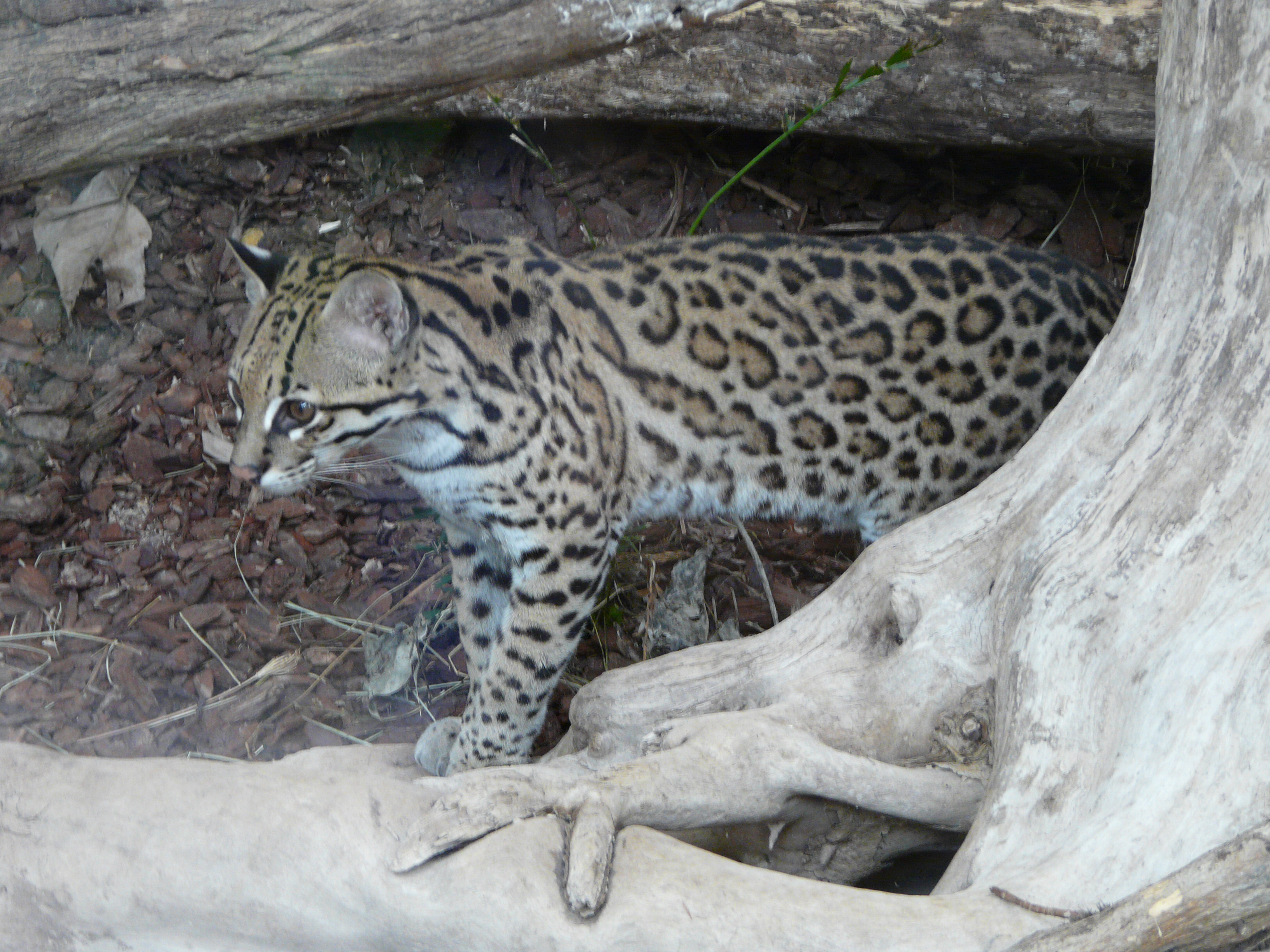
Jaguatirica, rosetas expostas nas costas e nas laterais.

Jaguatiricas (leopardus pardalis) têm um padrão de pelagem que pode parecer rosetas, mas é considerado uma combinação de manchas e listras.

## Lista de felídeos com rosetas
- Guepardo - a variedade guepardo-rei tem rosetas
- Gato-de-bengala[10]
- Onça-pintada[2]
- Leopardo - rosetas menores e mais densas que a onça-pintada, sem manchas centrais[11][12]
- Gato-leopardo
- Ligre
- Liligre
- Leão - os filhotes têm rosetas, que podem ficar retidas nas pernas dos adultos
- Li-tigreão
- Gato-maracajá
- Jaguatirica
- Gato Safari
- Leopardo-das-neves
- Tigreão